# Banco Germánico de la América del Sud (Casa Matriz)
La casa matriz del Banco Germánico de la América del Sur es un edificio bancario construido para dicha entidad financiera. Fue uno de los inmuebles de sociedades alemanas confiscados por el gobierno cuando Argentina le declaró la guerra a Alemania, pasando a ser la sede del "Banco de Crédito Industrial Argentino", luego Banco Nacional de Desarrollo (BaNaDe) y actualmente lo ocupan dependencias del Ministerio del Interior. Se encuentra en plena city financiera del barrio de San Nicolás, en la ciudad de Buenos Aires, Argentina. En este edificio nació también el Club Banade.

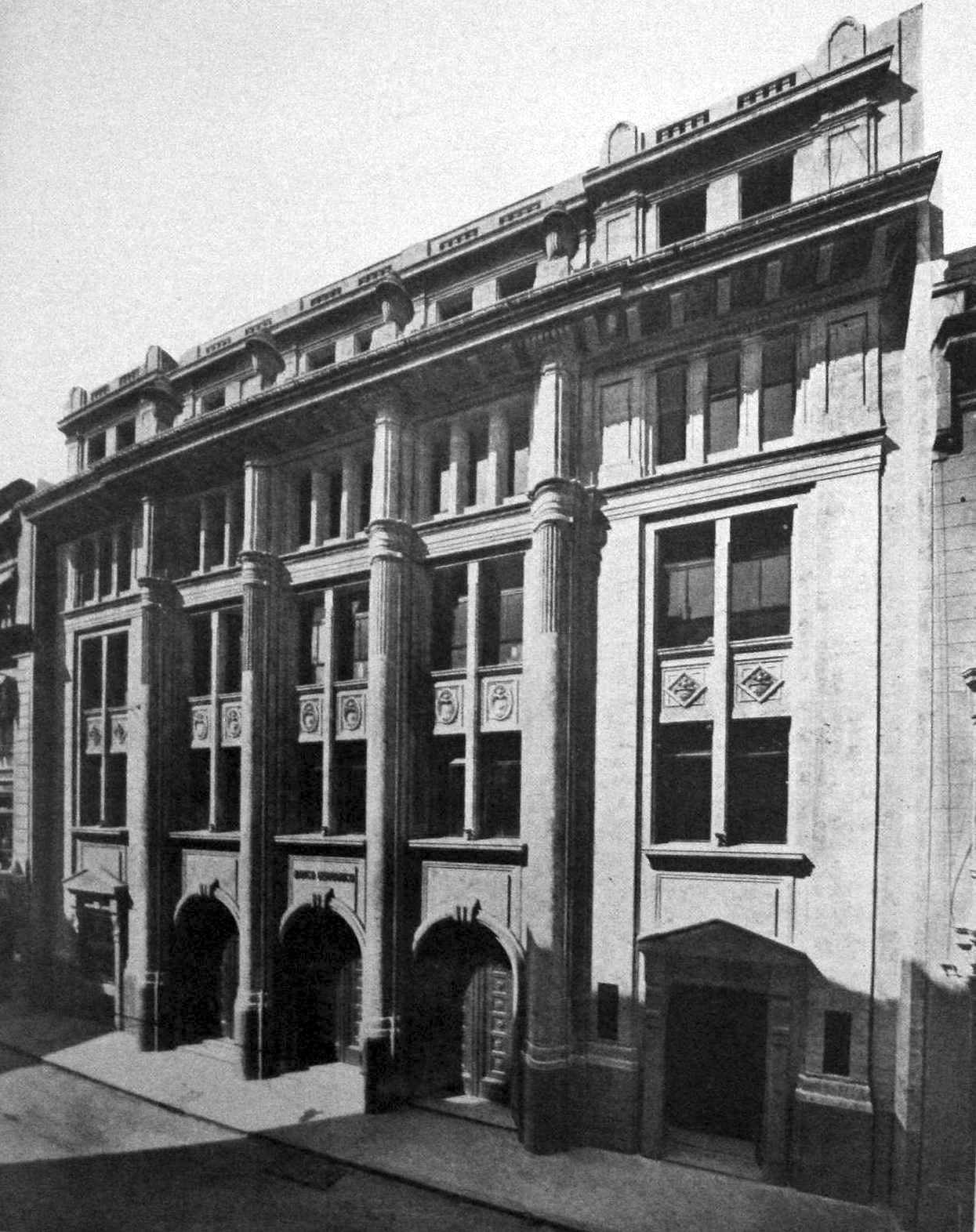
Frente hacia la calle 25 de Mayo (1928)

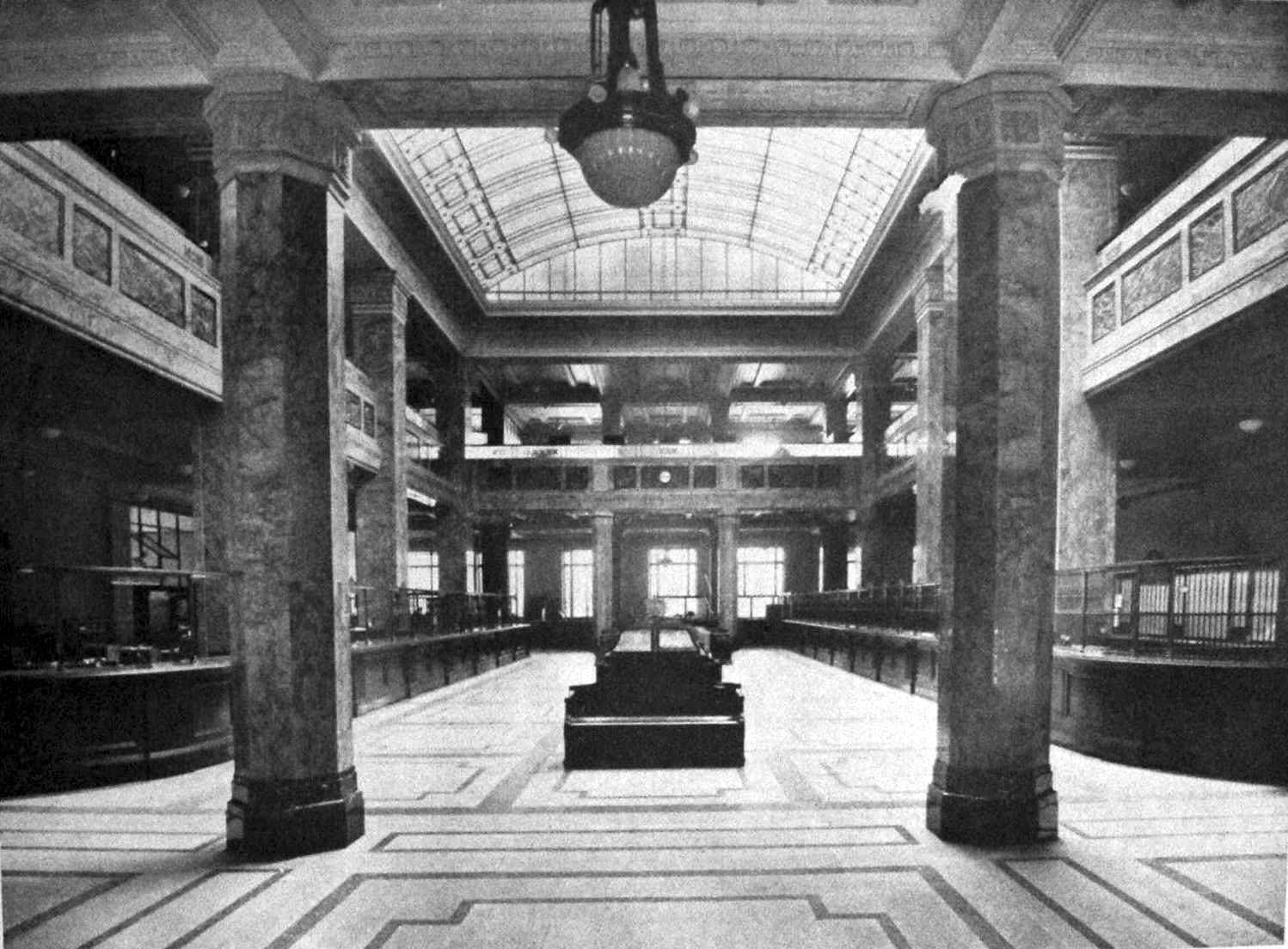
Gran hall principal (1928)

El banco fue proyectado por el arquitecto Ernesto Sackmann y se terminó en 1928. Ocupa un gran terreno entre la Avenida Leandro N. Alem y la calle 25 de Mayo (paralelas), que se encuentra sobre la barranca originada por la presencia del Río de la Plata hace varios siglos. Con diversos fines, se fue ganando terreno costero, y en la actualidad la ribera se halla a varios kilómetros de la Avenida Alem, en la Reserva Ecológica Costanera Sur.
A causa de esta pendiente en el terreno, el arquitecto aprovechó la situación para levantar un edificio con un frente de planta baja y 4 pisos sobre la calle 25 de Mayo (sobre la barranca), y otro de subsuelo, planta baja y 8 pisos sobre la Avenida Leandro N. Alem.
El edificio fue pensado para alojar no solo la sede del Banco Germánico, que ocupó solo el subsuelo, la planta baja y los pisos 1.º y 8.º; sino además varios pisos de oficinas para alquilar (del 2.º al 7.º). Para acceder a ellas se instalaron 3 ascensores por la entrada 25 de Mayo y 2 ascensores por la entrada Alem. 
El acceso principal al banco se instaló sobre la calle 25 de Mayo, desde la cual se accede a un pórtico, vestíbulo (donde se encuentran los ascensores) y finalmente al hall. Por la Avenida Alem se accede también a un vestíbulo que lleva mediante una escalera al hall hacia la calle 25 de Mayo. En la planta baja del lado Alem se ubicó el tesoro del banco y las cajas de seguridad. 
Para el revestimiento de la fachada se utilizaron granito y piedras calcáreas, y para los interiores bronce y mármoles. El estilo del edificio fue de marcada influencia alemana, con una marcada severidad y un aire art déco.